# Fanny Rodríguez
Fanny Rodríguez (sinh 29 tháng 1 năm 1990) là một cầu thủ bóng đá người Honduras hiện đang chơi ở vị trí tiền đạo.